# Huang Chih-Hsiung
Huang Chih-Hsiung (Taipéi, 16 de octubre de 1976) es un deportista taiwanés que compitió en taekwondo.
Participó en dos Juegos Olímpicos de Verano en los años 2000 y 2004, obteniendo dos medallas, bronce en Sídney 2000 y plata en Atenas 2004. En los Juegos Asiáticos de 2002 consiguió una medalla de oro.
Ganó tres medallas en el Campeonato Mundial de Taekwondo entre los años 1995 y 2003, y una medalla en el Campeonato Asiático de Taekwondo de 1996.

## Palmarés internacional
| Representando a China Taipéi |                                   |                   |           |
| Juegos Olímpicos             |                                   |                   |           |
| Año                          | Lugar                             | Medalla           | Categoría |
| 2000                         | Sídney (Australia)                | Medalla de bronce | –58 kg    |
| 2004                         | Atenas (Grecia)                   | Medalla de plata  | –68 kg    |
| Campeonato Mundial           |                                   |                   |           |
| Año                          | Lugar                             | Medalla           | Categoría |
| 1995                         | Manila (Filipinas)                | Medalla de bronce | –58 kg    |
| 1997                         | Hong Kong (China)                 | Medalla de oro    | –58 kg    |
| 2003                         | Garmisch-Partenkirchen (Alemania) | Medalla de oro    | –62 kg    |
| Juegos Asiáticos             |                                   |                   |           |
| Año                          | Lugar                             | Medalla           | Categoría |
| 2002                         | Busan (Corea del Sur)             | Medalla de oro    | –62 kg    |
| Campeonato Asiático          |                                   |                   |           |
| Año                          | Lugar                             | Medalla           | Categoría |
| 1996                         | Melbourne (Australia)             | Medalla de plata  | –58 kg    |